# Wierzchlas (Łódź)
Pour les articles homonymes, voir Wierzchlas.
Wierzchlas est une localité polonaise, siège de la gmina de Wierzchlas, située dans le powiat de Wieluń en voïvodie de Łódź.